# Гринвейл (клуб по австралийскому футболу)
Гринве́йл (англ. Greenvale Football Club) — клуб австралийского футбола, расположенный в 23 км к северо-западу от Мельбурна в пригороде Гринвейл. Клуб был основан в 1990 году Лесом Норрисом (англ. Les Norris). К 2005 году клуб был представлен пятнадцатью командами в окружной футбольной лиге Эссендона (EDFL).

## История
В 1990 году Лес Норрис (англ. Les Norris) основал юношеский клуб «Гринвейл». В 1996 году клуб Гринвейл впервые выставил взрослую команду в футбольной лиге округа Эссендон класса «B». Взрослая команда клуба «Гринвейл» появилась позже многих других команд профессиональной футбольной лиги округа Эссендон, но уже успела зарекомендовать себя как грозная сила, с которой приходится считаться. Их первая премьер-лига была завоевана в классе «B» в 2002 году. С момента основания клуба «Гринвейл» выиграл 5 высших премьер-лиг. В 2004 году «Гринвейл» возглавил турнирную таблицу перед финалом и выиграл свою первую премьер-лигу в классе «A». В 2005 году они снова заняли первое место и вышли во второй раз в плей-офф за звание чемпиона после поражения «Кейлора» во 2-м полуфинале. Однако в гранд-финале аутсайдеры «Стретмор» одержали победу с 10 очками. К 2005 году клуб выставлял пятнадцать команд в футбольной лиге района Эссендон.
Главным тренером клуба в 2004 году был назначен бывший профессиональный игрок в австралийский футбол, Стив Макферсон. Капитаном команды стал другой профессиональный игрок, Стив Паксман. В сезоне 2006 года уровень игры несколько снизился, и продвижение «Гринвейла» к титулу чемпиона премьер-лиги было прервано командой «Доутта Старз» в заключительный день предварительного этапа. В 2007 году клуб стал лидировать — «Гринвейл» возглавил турнирную таблицу со 100 % побед в 18 домашних и гостевых матчах, одержав победу над «Стретмором» во втором полуфинале со счётом в 57 очков и с перевесом в 3 мяча в гранд-финале. Резервисты также заняли первое место. В 2008 году клуб был непобедим до самого финала, проиграв «Кейлору» 20.12.(132) — 15.9.(99).
В апреле 2009 года основатель клуба, Лес Норрис, умер. В сезоне 2009 года клуб создал вторую команду юниоров до 18 лет в футбольной лиге округа Эссендон. В домашнем и выездном сезоне клуб одержал победу, но в финале проиграл клубу «Мерибирнонг-Парк» со счетом 14.18(102) — 13.6(84). «Гринвейл» также начал строительство второго стадиона и модернизацию освещения на главном стадионе.
В декабре 2009 года было объявлено, что бывший игрок АФЛ «Эссендон» Скотт Лукас будет играть за «Гринвейл» в сезоне 2010 года. В этом году в лиге участвовало в общей сложности 18 команд клуба «Гринвейл», самое многочисленное количество команд за всю историю клуба. Взрослые проиграли впервые за 3 года дома и на выезде в 6 раунде «Оак Парку» 15.19.(109) — 6.11.(47). Впоследствии взрослая команда, резервисты и юниоры первого дивизиона финишировали на вершине своих турнирных таблиц и попали в финал EDFL 2010. Это был первый случай за последние годы, когда все три команды вышли в финал вместе. Эти команды в итоге сыграли в Большом финале 12 сентября 2010 года на футбольном поле «Уинди Хилл» в Эссендоне. Юниоры и резервисты одержали победу в своих матчах, обыграв в обоих случаях «Кейлор», а главная команда класса «A» уступила в напряжённом матче действующему чемпиону, «Мерибирнонг-Парк», который тренировал бывший игрок АФЛ Броди Холланд. В октябре 2010 года Стив Макферсон после 7 лет работы в качестве старшего тренера команды объявил, что не будет продолжать работу в качестве главного тренера в 2011 году и вообще покинет клуб. Стив Паксман и капитан клуба Денис Бичер также объявили, что не вернутся в клуб в 2011 году. Бичер перешел на должность помощника тренера в клуб класса «B» «Паскоу Вейл».
В октябре 2010 года было объявлено, что бывший игрок клуба АФЛ «Норт Мельбурн», Энтони Рок, был назначен новым главным тренером на сезон 2011 года и продолжит эту работу в 2012 году. «Гринвейл» встретился в финале сезона с «Мерибирнонг-Парк» и одержал уверенную победу. В полуфинале «Гринвейл» встретился со «Стретмором» и проиграл с разницей в 22 очка. «Стретмор» затем стал победителем сезона, «Гринвейл» закончил сезон на третьем месте.
В 2012 году «Гринвейл» пригласил нескольких новых игроков, в том числе Эрика Курета и Даниэля Камписано. «Гринвейл» завершил сезон на втором месте. В 2012 году «Гринвейл» выиграл премьер-лигу с отрывом в 2 очка (82—80) после отставания в 24 очка в третьем периоде и 17 очков в 3/4 времени. Это произошло благодаря Джейкобу Томпсону, забившего 2 мяча в заключительном периоде.
Сезон 2013 года «Гринвейл» закончил с 16 победами дома и 2 в гостях. В полуфинале «Гринвейл» обыграл «Аэропорт Вест», набрав 58 очков, а в финале против клуба «Аберфелди» победил c перевесом в 14 очков 10.12.(72) — 12.14.(86).

## Команды клуба
Старшие команды 2015 года:
- Старший высший дивизион;
- Резерв высшего дивизиона;
- До 18,5 лет, высший дивизион;
- До 18,5 лет, 3-й дивизион.

Младшие команды 2015 года:
- Менее 14 лет Дивизион 1
- Менее 12 лет Дивизион 1
- Менее 10 лет Дивизион 1
- Менее 16 лет Дивизион 2
- Менее 14 лет Дивизион 4
- Менее 12 лет Дивизион 4
- Менее 10 лет Дивизион 4
- Менее 16 лет Дивизион 5
- Менее 12 лет Дивизион 7
- Менее 10 лет Дивизион 7
- Менее 12 лет Дивизион 8
- Менее 10 лет Дивизион 8
- До 8 лет

## Победы

### Премьер-лиги
- 2004 — победа над «Оак-Парком» со счётом 17.18.(120) — 10.17.(77)
- 2007 — победа над «Стретмором» со счётом 17.14.(116) — 14.14.(98)
- 2012 — победа над «Стретмором» со счётом 12.10.(82) — 11.14.(80)
- 2013 — победа над «Аберфельди» со счётом 12.14.(86) — 10.12.(72)

### Первый дивизион
- 2002 — победа над «Тулламарином» со счётом 16.9.(105) — 11.9.(75)

## Игроки VFL/TAC/AFL, завербованные «Гринвейлом»
- Стивен Макферсон (англ. Stephen MacPherson, главный тренер 2003–2010) – Вестерн Бульдогз[англ.]
- Энтони Рок[англ.] (главный тренер 2011–2016) – Норт Мельбурн[англ.] и Хоуторн[англ.]
- Скотт Лукас[англ.] – Эссендон[англ.]
- Кэмерон Уайт[англ.] – Вестерн Бульдогз[англ.]
- Стивен Паксмен[англ.] – Порт Аделаида[англ.]
- Крис Джонсон[англ.] – Мельбурн[англ.] и Карлтон[англ.]
- Роуэн Нейна (англ. Rowan Nayna) – Порт Мельбурн[англ.] и Вестерн Бульдогз[англ.]
- Мэттью Смит (англ. Matthew Smith) – Порт Мельбурн[англ.]
- Энтони Элой (англ. Anthony Aloi) – Порт Мельбурн[англ.]
- Денис Бичер (англ. Denis Bicer) – Кобург Тайгерс[англ.]
- Винсент Ранделло (англ. Vincent Randello) – Кобург Тайгерс[англ.]
- Эрик Кьюрет (англ. Eric Kuret) – Кобург Тайгерс[англ.]
- Седат Сэр (англ. Sedat Sir) – Уильямстаун[англ.] и Вестерн Бульдогз[англ.]
- Трэвис Йоргенсон (англ. Travis Jorgenson) – Кобург Тайгерс[англ.]
- Дэниэл Камписано (англ. Daniel Campisano) – Фрэнкстон Дельфинз VFL

## Игроки VFL/AFL, рекрутированные в клубе «Гринвейл»
- Бен «Бакетс» Клифтон — Хоуторн[англ.]
- Аддам Марик[англ.] — Мельбурн[англ.], Ричмонд[англ.] и Уэрриби[англ.]
- Дэниэл Талия[англ.] — Аделаида[англ.]
- Дион Престия[англ.] — Голд Кост[англ.] и Ричмонд[англ.]
- Майкл Талия[англ.] — Вестерн Бульдогс[англ.]
- Рис Блумфилд (англ. Rhys Bloomfield) — Порт Мельбурн[англ.]
- Дин Смит (англ. Dean Smith) — Кобург Тайгерс[англ.]
- Дэвид «Макс» Ковасевич (англ. David «Max» Kovacevic) — Уэрриби[англ.]
- Озгур Уйсал (англ. Ozgur Uysal) — Кобург Тайгерс[англ.]
- Ник Марич (англ. Nick Maric) — Кобург Тайгерс[англ.] и Уэрриби[англ.]
- Дамьен Бугеха (англ. Damien Bugeja) — Уильямстаун[англ.]
- Хейден «Голд диггер» Фаррелли (англ. Hayden «Gold Digger» Farrelly) — Нортерн Блюз[англ.]
- Джулиан Хемала (англ. Julian Hemala) — Кобург Тайгерс[англ.]
- Джейкоб «Тайтс» Томпсон (англ. Jacob «Thighs» Thompson) — Эссендон[англ.]
- Ник «Биг секси» Партенопулус (англ. Nick «Big Sexy» Parthenopolous) — Порт Мельбурн[англ.]